# Oliver Juhl
Oliver Juhl Refsgaard (* 31. März 2001 in Viborg, Dänemark) ist ein dänischer Handballspieler, der für den deutschen Zweitligisten VfL Lübeck-Schwartau aufläuft.

## Karriere

### Im Verein
Juhl spielte für die dänische Vereine Stoholm IF, Skive fH og Skanderborg Håndbold, bevor er im Sommer 2019 von Skjern Håndbold unter Vertrag genommen wurde. Am 9. September 2019 gab er sein Erstligadebüt für Skjern Håndbold. Weiterhin nahm der Linkshänder mit Skjern am EHF-Pokal 2019/20 und an der EHF European League 2020/21 teil. Im Sommer 2021 schloss er sich der Zweitligamannschaft von Skive fH an. Zur Saison 2024/25 wechselte er zum deutschen Zweitligisten VfL Lübeck-Schwartau.

### In Auswahlmannschaften
Juhl bestritt 18 Länderspiele für die dänische Jugend-Nationalmannschaft, in denen er 35 Treffer erzielte. Mit dieser Auswahlmannschaft gewann er bei der U-19-Weltmeisterschaft 2019 die Bronzemedaille. Im Turnierverlauf steuerte er zwölf Tore zum Medaillengewinn bei. Weiterhin kam er zwei Mal in der dänischen Junioren-Nationalmannschaft zum Einsatz.